# Incident de l'Altmark
 (février 2019).
Si vous disposez d'ouvrages ou d'articles de référence ou si vous connaissez des sites web de qualité traitant du thème abordé ici, merci de compléter l'article en donnant les références utiles à sa vérifiabilité et en les liant à la section « Notes et références ».
Seconde Guerre mondiale
Batailles
Campagnes du Danemark et de Norvège
- Incident de l'Altmark
- Opération Wilfred
- Opération Weserübung
- Plan R 4
- Campagne de Norvège
- Bataille du détroit de Drøbak
- Bataille de Midtskogen
- Bataille de Narvik
- Opération Hammer
- Bataille de Dombås
- Forteresse d'Hegra
- Bataille de Vinjesvingen
- Opération Alphabet
- Opération Juno
- Îles Féroé
- Invasion de l'Islande
- Groenland
- Opération Doomsday

Front d’Europe de l’ouest
Front d’Europe de l’est
Campagnes d'Afrique, du Moyen-Orient et de Méditerranée
Bataille de l’Atlantique
Guerre du Pacifique
Guerre sino-japonaise

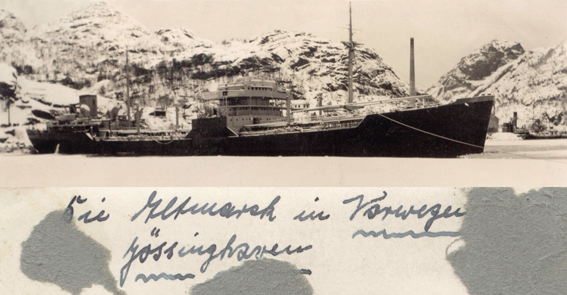
LAltmark au début de 1940 à Jøssingfjord, Norvège.

L’incident de l'Altmark est une escarmouche navale de la Seconde Guerre mondiale entre le Royaume-Uni et l'Allemagne nazie. Elle se déroule le 16 février 1940 dans les eaux alors neutres de la Norvège.

## Contexte
En février 1940, le pétrolier ravitailleur allemand Altmark fait route vers l'Allemagne avec 299 marins britanniques à son bord : il s'agit de prisonniers de guerre qui ont été recueillis sur les navires de commerces coulés par le croiseur Admiral Graf Spee. Sur son chemin vers l'Allemagne, l’Altmark passe à travers les eaux norvégiennes. Il est contrôlé à trois reprises par la Marine royale norvégienne. Il est tout d'abord arraisonné par le torpilleur HNoMS Trygg (en) près de l'île Linesøya, puis par le HNoMS Snøgg dans le Sognefjord et enfin par le contre-amiral Carsten Tank-Nielsen (de) commandant le HNoMS Garm (en) dans le Hjeltefjord. Dans chaque cas, les marins norvégiens montent à bord du bateau et y effectuent des recherches superficielles. Les Allemands disent que le navire ne réalise que des affaires purement commerciales. Après le troisième contrôle, l’Altmark est escorté vers le sud par les torpilleurs HNoMS Skarv et HNoMS Kjell (en) et le garde-côtes HNoMS Firern. Les prisonniers britanniques détenus dans la cale du navire tentent de se signaler en tapant sur la coque du bateau et en criant, au point que l'équipage allemand est obligé de couvrir le bruit par des treuils en marche. Toutefois, les Norvégiens n'inspectent pas la cale et autorisent le navire à poursuivre sa route.

## Interception et abordage
L’Altmark est ensuite repéré au large d'Egersund tard le même jour par un avion britannique, qui avertit la Royal Navy. Cet avion est stationné à la base de Thornaby dans le nord-est de l'Angleterre. Après avoir été intercepté par le HMS Cossack (destroyer de la Royal Navy), l’Altmark cherche refuge dans le Jøssingfjord, mais le HMS Cossack le suit le lendemain. Les navires norvégiens empêchent le HMS Cossack d'aborder l’Altmark et pointent leurs tubes lance-torpilles vers le Cossack. Le capitaine Philip Vian demande alors des instructions à l'Amirauté et reçoit les ordres suivants de Winston Churchill : « À moins que le torpilleur norvégien ne s'engage à convoyer l'Altmark à Bergen avec une garde anglo-norvégienne à bord et une escorte conjointe, vous devez aborder l'Altmark, libérer les prisonniers et prendre le contrôle du navire en attendant de nouvelles instructions. Si le torpilleur norvégien interfère, vous devez l'avertir de se tenir à l'écart. S'il vous tire dessus, vous ne devez pas riposter sauf si l'attaque est importante, dans ce cas vous devez vous défendre en usant d'aussi peu de force que nécessaire, et en cessant le feu quand il abandonne le combat. ». 
Le gouvernement britannique ne fait aucune objection particulière au fait qu'un bateau-prison traverse des eaux neutres. En réalité, les documents officiels concernant l'incident attestent que la Royal Navy a déjà fait la même chose, comme en décembre 1939, lorsque le croiseur HMS Despatch passa le canal de Panama avec les prisonniers allemands du cargo Düsseldorf.

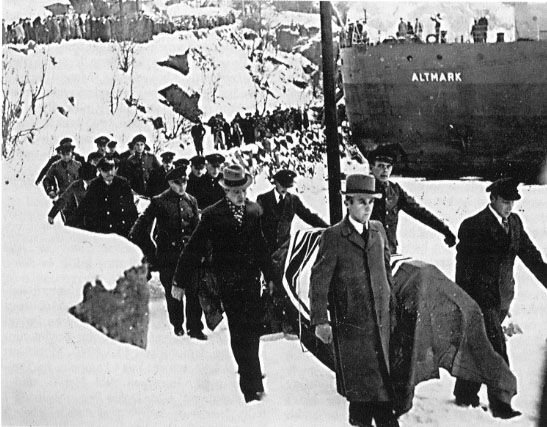
Les marins allemands morts sont ramenés à terre pour y être inhumés.

Les forces norvégiennes refusent de prendre part à une escorte commune, et soulignent que leurs recherches antérieures sur l’Altmark n'ont rien donné. Vian déclare ensuite qu'il a l'intention de monter à bord de l’Altmark et invite les Norvégiens à se joindre à lui. Cette proposition est aussi rejetée. Mais peu après, l’Altmark s'échoue. Les Britanniques montent à bord le 16 février à 22 h 20 et après quelques combats prennent le contrôle du navire. Six marins allemands sont tués et huit blessés par les Britanniques, dont sept en tentant de fuir sur la glace.
Le HMS Cossack quitte le Jøssingfjord juste après minuit le 17 février. Les navires d'escorte norvégiens protestent mais n’interviennent pas. L'explication officielle donnée plus tard par le gouvernement norvégien a été que selon un traité international, un pays neutre n'est pas obligé de résister à une force largement supérieure.

## Conséquences
Les Norvégiens sont irrités que leur neutralité ait été violée et ne veulent pas être entraînés dans la guerre. Néanmoins, l'incident de l’Altmark sème le doute quant à l'effectivité de la neutralité norvégienne tant parmi les Alliés qu'en Allemagne. Les deux camps ont des plans d'urgence pour intervenir militairement en Norvège, principalement pour contrôler le trafic du minerai de fer suédois, dont l'industrie allemande d'armement dépend. L'incident de l’Altmark convainc Hitler que les Alliés ne sauront pas respecter la neutralité norvégienne et, le 19 février, il décide d'intensifier la planification de l'opération Weserübung, l'occupation du Danemark et de la Norvège, qui a finalement lieu le 9 avril 1940.